# Ignatz Neubauer
Ignatz Neubauer (* 26. Januar 1816 in Paurach, Steiermark; † 25. Mai 1888 in Graz) war ein österreichischer Rechtswissenschaftler und Politiker.

## Leben
Neubauer studierte von 1839 bis 1841 Rechtswissenschaft in Graz und Wien und wurde 1843 an der Universität Wien promoviert. Von 1847 bis 1850 arbeitete er als Präfekt an der Theresianischen Ritterakademie in Wien, war von 1850 bis 1862 außerordentlicher sowie von 1862 bis 1882 ordentlicher Professor für Strafrecht in Graz. 1872/73 war er Dekan der Juristischen Fakultät ebenda.
Vom 29. Mai 1848 bis 13. April 1849 war er für den Wahlkreis Steiermark in Feldbach Mitglied der Frankfurter Nationalversammlung in der Fraktion Café Milani und später in der Casino-Fraktion.